# 鐵木爾·庫利巴耶夫

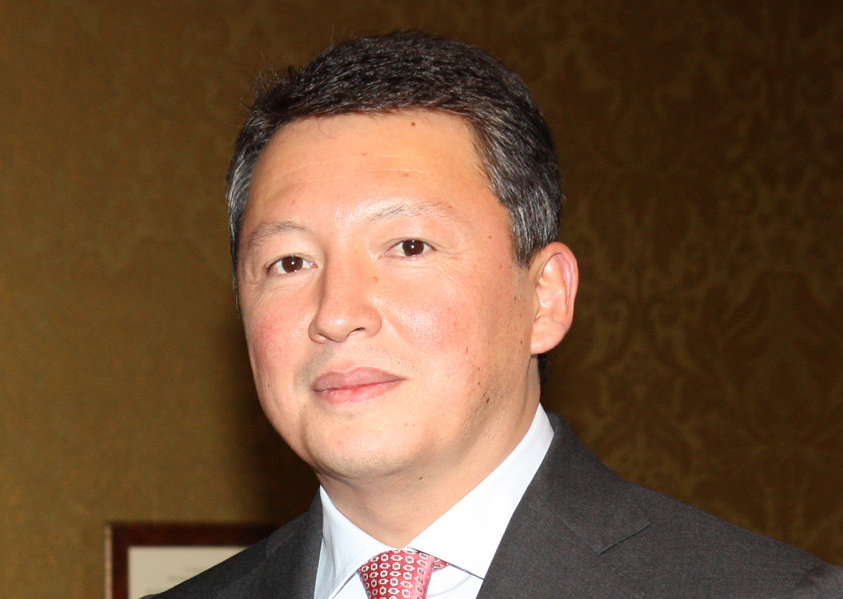
鐵木爾·庫利巴耶夫

鐵木爾·阿斯卡罗维奇·庫利巴耶夫（羅馬化：Timur Asqarūly Qūlybaev，發音：[tɘjˈmur ɑsˌqɑrʊˈɫɤ qʊɫɤˈbɑjɪf]；1966年9月10日—），是哈薩克斯坦阿拉木圖出身的商業寡頭和前哈薩克斯坦總統納扎爾巴耶夫的女婿，生於大玉茲的杜拉特部。他從莫斯科國立大學取得經濟學博士學位，後曾在管理哈薩克斯坦自然資源的重要國有企業中擔任過多個職務，對國家石化產業具有重大影響。
他是國家福利基金管理委員會前任主席，俄羅斯天然氣公司公司董事會成員。截至2015年10月，他被列為哈薩克斯坦第三大富豪，全球第973位，財富達21億美元。庫利巴耶夫被譽為“哈薩克斯坦資源產業的”最重要的商業人物。